# Eiphorus phanus
Eiphorus phanus är en mångfotingart som beskrevs av Chamberlin 1951. Eiphorus phanus ingår i släktet Eiphorus och familjen Spirostreptidae. Inga underarter finns listade i Catalogue of Life.